# ۳۰۳ (پیش از میلاد)
۳۰۳ (پیش از میلاد) ۳۰۳مین سال قبل از تقویم میلادی است.